# Daniil Komissarov
Daniil Semionovitch Komissarov (Даниил Семёнович Комиссаров ; 1907-2008) est un iranologue et traducteur soviétique et russe.

## Biographie
Il naît et grandit en Turkménie. Il prend part à la guerre contre les Basmatchis hostiles au pouvoir soviétique. Ensuite il entre dans la bureaucratie du commissariat du Peuple aux Affaires étrangères (équivalent aujourd'hui du ministère des Affaires étrangères) où il est encore en poste pendant la Grande Guerre patriotique. Il est ainsi secrétaire de presse de l'ambassade d'URSS à Téhéran. Plus tard, il sera invité comme consultant scientifique pour le film Téhéran-43, mais il déclinera cette collaboration à cause selon lui du traitement du sujet s'écartant de la vérité. Il travaille à Moscou pour le ministère des Affaires étrangères après la guerre. En 1950-1953 le régime stalinien l'enferme en prison, puis en camp de relégation.
Komissarov est nommé en 1954 collaborateur scientifique à l'institut d'études orientales de l'Académie des sciences d'URSS où il présente sa thèse.
Parmi ses publications importantes figurent Les grands traits de la prose persane contemporaine, ensemble d'articles paru en 1960 et Les voies de développement de la littérature persane nouvelle et récente paru en 1982. Il publie deux livres majeurs sur Sadegh Hedayat en 1967 et en 2001.
Daniil Komissarov s'intéresse à tous les aspects de la vie culturelle iranienne. Ainsi il publie en 2004 (à l'âge de quatre-vingt-dix-sept ans !) une monographie sur le peintre Kamal-ol-molk (1847-1940) intitulée Nouvelle étape dans la peinture iranienne: Kamal-ol-molk (XIXe siècle-XXe siècle). Il écrit également ses Mémoires à propos de ses combats de jeunesse contre les Basmatchis L'Île de l'or blanc: sur le début des transformations socialistes au Tadjikistan et sur le combat contre les Basmatchis (1983, 1986).
Il est internationalement connu pour ses traductions du persan annotées et commentées, comme Les anecdotes populaires persanes (1990) ou les œuvres de Djamal Mir Sadeki, Simin Daneshvar, Sahid Naficy, etc. Daniil Komissarov a dirigé également le comité de rédaction de l'almanach littéraire « Вопросы истории литератур Востока: Фольклор, классика, современность» (Questions de l'histoire de la littérature de l'Orient: folklore, lettres classiques et contemporaines) paru en 1979. Il a été aussi rédigé de nombreux articles de l'Histoire de la littérature mondiale (collection publiée par l'Académie des sciences) concernant le monde iranien.
Il meurt dans sa cent-unième année.

## Source
- (ru) Cet article est partiellement ou en totalité issu de l’article de Wikipédia en russe intitulé « Комиссаров, Даниил Семёнович » (voir la liste des auteurs).
- Notices d'autorité :   - VIAF
  - ISNI
  - IdRef
  - LCCN
  - GND
  - Pays-Bas
  - Israël
  - NUKAT
  - Tchéquie
  - WorldCat